# Andrea Renzi (attore)
Andrea Renzi (Roma, 7 febbraio 1963) è un regista teatrale e attore italiano.

## Biografia
A quattordici anni debutta come attore teatrale, diretto da Mario Martone. Successivamente è uno dei fondatori delle compagnie teatrali "Falso Movimento" e "Teatri Uniti".
Nel 1984 vince il premio "Opera Prima" con il monologo Sangue e Arena, quindi inizia a lavorare come regista teatrale. A queste attività affianca il lavoro di attore televisivo e soprattutto cinematografico. 
Per il cinema fra l'altro ha recitato ne L'uomo in più (2001), regia di Paolo Sorrentino, Le fate ignoranti (2001), regia di Ferzan Özpetek, Il servo ungherese regia di Giorgio Molteni e Massimo Piesco (2004), La spettatrice, regia di Paolo Franchi (2004), Quo vadis, baby? (2005) di Gabriele Salvatores, La guerra di Mario (2005) di Antonio Capuano, L'estate del mio primo bacio, regia di Carlo Virzì, e Non prendere impegni stasera, regia di Gianluca Maria Tavarelli, entrambi del 2006. 
Tra le fiction tv, lo ricordiamo in Caccia segreta (2007), regia di Massimo Spano, in cui è co-protagonista al fianco di Stefano Dionisi.
Nel 2011 interpreta, nel ruolo principale del vicequestore aggiunto Leonardo Brandi, l'undicesima stagione di Distretto di Polizia (in onda nell'autunno 2011). Nello stesso anno recita nel film Mozzarella Stories.
Nel 2014 interpreta il ruolo del chirurgo Pier Paolo Brega Massone nel docu-drama L'infiltrato - Operazione clinica degli orrori.
Come regista Andrea Renzi ha realizzato dall'opera di Gogol' la piece teatrale Diario di un pazzo interpretata da Roberto De Francesco e andata in scena a Napoli nel Teatro Mercadante nel mese di febbraio 2011.

## Filmografia

### Cinema
- Morte di un matematico napoletano, regia di Mario Martone (1992)
- Teatro di guerra, regia di Mario Martone (1998)
- Animali che attraversano la strada, regia di Isabella Sandri (2000)
- Le fate ignoranti, regia di Ferzan Özpetek (2001)
- L'uomo in più, regia di Paolo Sorrentino (2001)
- Il servo ungherese, regia di Massimo Piesco e Giorgio Molteni (2003)
- La spettatrice, regia di Paolo Franchi (2004)
- L'iguana, regia di Catherine McGilvray (2004)
- Quo vadis, baby?, regia di Gabriele Salvatores (2005)
- La guerra di Mario, regia di Antonio Capuano (2005)
- La tigre e la neve, regia di Roberto Benigni (2005)
- L'estate del mio primo bacio, regia di Carlo Virzì (2006)
- Non prendere impegni stasera, regia di Gianluca Maria Tavarelli (2006)
- Ossidiana, regia di Silvana Maja (2007)
- Parlami d'amore, regia di Silvio Muccino (2008)
- Deserto Rosa - Luigi Ghirri, regia di Elisabetta Sgarbi (2009)
- Noi credevamo, regia di Mario Martone (2010)
- Mozzarella Stories, regia di Edoardo De Angelis (2011)
- Viva la libertà, regia di Roberto Andò (2013)
- Il giovane favoloso, regia di Mario Martone (2014)
- Santa Lucia, regia di Marco Chiappetta (2021)
- Morrison, regia di Federico Zampaglione (2021)
- Siccità, regia di Paolo Virzì (2022)
- La cura, regia di Francesco Patierno (2022)
- Napoli magica, regia di Marco D'Amore (2022)
- Sulla terra leggeri, regia di Sara Fgaier (2024)

### Televisione
- Caccia segreta, regia di Massimo Spano - miniserie TV (2007)
- Crimini, regia di Gianfranco Cabiddu - serie TV, episodio 1x08 (2007)
- Aldo Moro - Il presidente, regia di Gianluca Maria Tavarelli - miniserie TV (2008)
- Distretto di Polizia 11, regia di Alberto Ferrari - serie TV (2011)
- Il commissario Montalbano, regia di Alberto Sironi - serie TV, episodio 9x02 (2013)
- L'infiltrato - Operazione clinica degli orrori, regia di Cristiano Barbarossa e Giovanni Filippetto - docu-film (2014)
- Sirene, regia di Davide Marengo - serie TV (2017)
- Scomparsa, regia di Fabrizio Costa - serie TV (2017)
- Gomorra - La serie, regia di Francesca Comencini ed Enrico Rosati - serie TV, episodi 4x02, 4x04, 4x08 (2019)
- Natale in casa Cupiello, regia di Edoardo De Angelis - film TV (2020)
- Maradona: sogno benedetto (Maradona: sueño bendito), regia di Alejandro Aimetta e Edoardo De Angelis - serie TV, episodio 6 (2021)

## Teatro
- Fuochi a mare per Vladimir Majakovskij, regia di Andrea Renzi (2006)
- Tradimenti, regia di Andrea Renzi (2007)
- Magic people show di Giuseppe Montesano, regia di Enrico Ianniello, Tony Laudadio, Andrea Renzi (2007)
- Diario di un pazzo di Nikolaj Gogol', regia di Andrea Renzi (2009)
- Giorni felici di Samuel Beckett, regia di Andrea Renzi (2013)
- La neve del vesuvio, regia di Andrea Renzi (2014)
- Dalla parte di Zeno, regia di Andrea Renzi (2016)
- Birre e rivelazioni, regia di e con Tony Laudadio (2016)
- Il servo, regia di Andrea Renzi e Pierpaolo Sepe (2018)
- Una tragedia reale, regia di Francesco Saponaro (2019)
- La brocca rotta, regia di Giuseppe Dipasquale (2019)
- Il tempo è veleno, regia di Francesco Saponaro (2019)
- L'amaca di domani. Considerazioni in pubblico alla presenza di una mucca, regia di Andrea Renzi (2019)
- Ferito a morte - testo di Raffaele La Capria regia di Roberto Andò (2022)
- La madre, di Florian Zeller, regia di Marcello Cotugno (2023)
- Serotonina, adatamento e regia di Patrick Guinand (2025)